# 屏東公園
22°40′29″N 120°29′32″E / 22.674848°N 120.492168°E
屏東公園，又名阿猴公園，是一座位於臺灣屏東縣屏東市的公園，成立於日治時期明治35年（1902年）。該公園占地約2.3萬坪，為屏東市區內第二大的公園綠地，面積僅次於屏東縣民公園；此外，該公園內還有阿猴城門及阿猴神社等文化資產。

## 歷史

### 日治時期

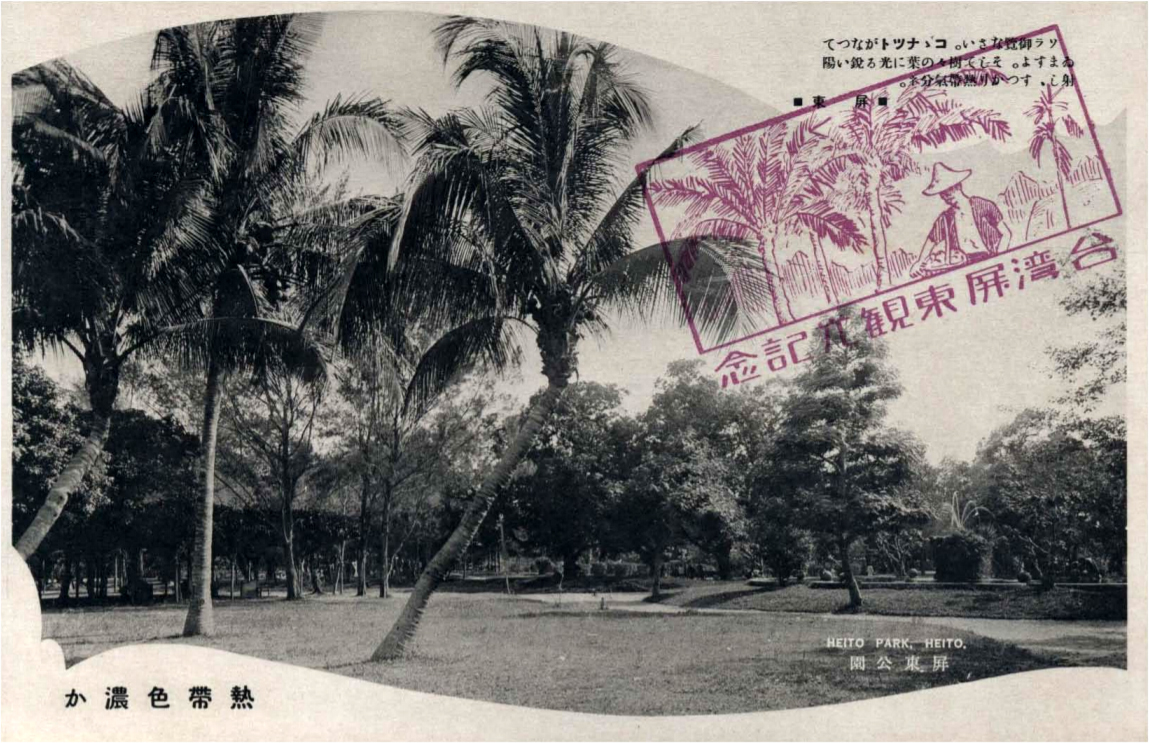
日治時代明信片上的屏東公園

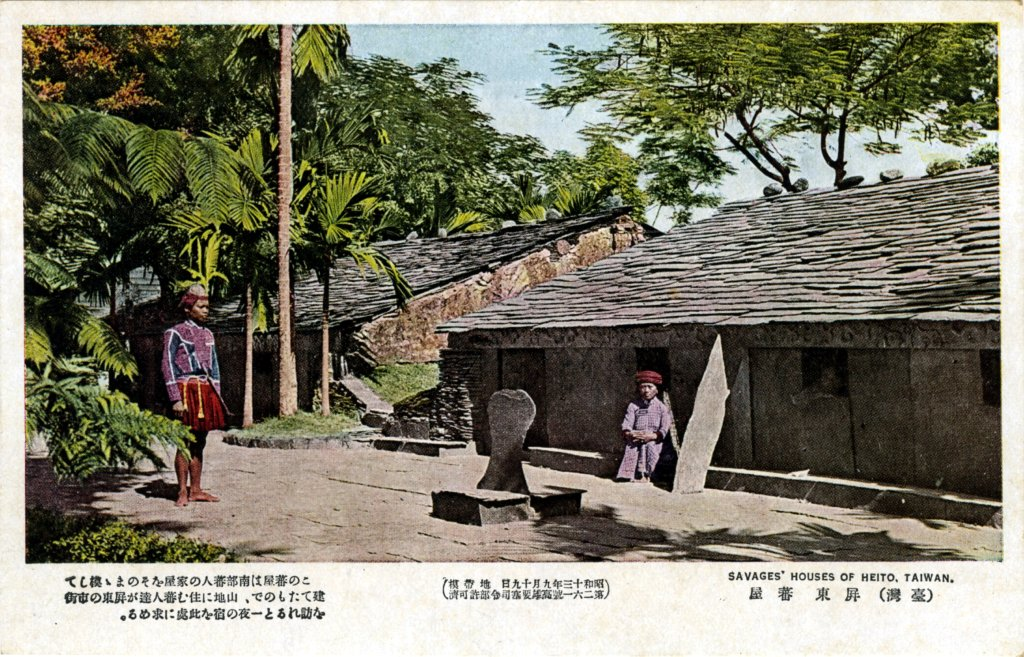
屏東公園內的石板屋

屏東公園設置於日治時期明治35年（1902年），為南臺灣最早的公園綠地建設，皆臺灣第三個市街地公園。是由首任阿猴廳長桑原外助，因改善阿緱街惡劣的衛生環境而成立，地點則選在市區的東北側，後在1907年將公園名稱正名為「屏東公園」，並在1912年並透過徵集私有地與糖業會社寄附土地等方式擴張公園腹地，向北側擴建，第二期工程則於1915年竣工，包含公園內有池塘、涼亭、噴水池、網球場、棒球場和忠魂碑等設施。 同時公園則設置具有南國氣氛的熱帶樹、水榭、九重葛等。
屏東公園北側為阿緱神社，神社參道即設在屏東公園內，由南向北通過鳥居和參道前往正殿參拜，利用神社的自然環境營造神社的氣氛，每年春季皇靈祭時則會舉行招魂祭。。此外公園內還有另一神社末廣稻荷社，其原為屏東消防組長龍揖松藏於1914年設立在屏東123番地，並在1924年2月遷至屏東公園內，另外在公園北側曾興建一處原住民招待所，當時稱作「番屋」，有石板屋與高架穀倉，除作為原住民下山時的臨時住所外，也蒐集原住民部落的文物，提供遊客參觀欣賞，1941年1月，李香蘭至臺灣巡迴公演時也曾來訪此處，直到1970年代遭拆除。

### 戰後至今
二戰後，該公園改稱中山公園。2016年7月29日，公園在各界努力下恢復原名屏東公園。

## 公園主要之文化資產

### 阿猴城

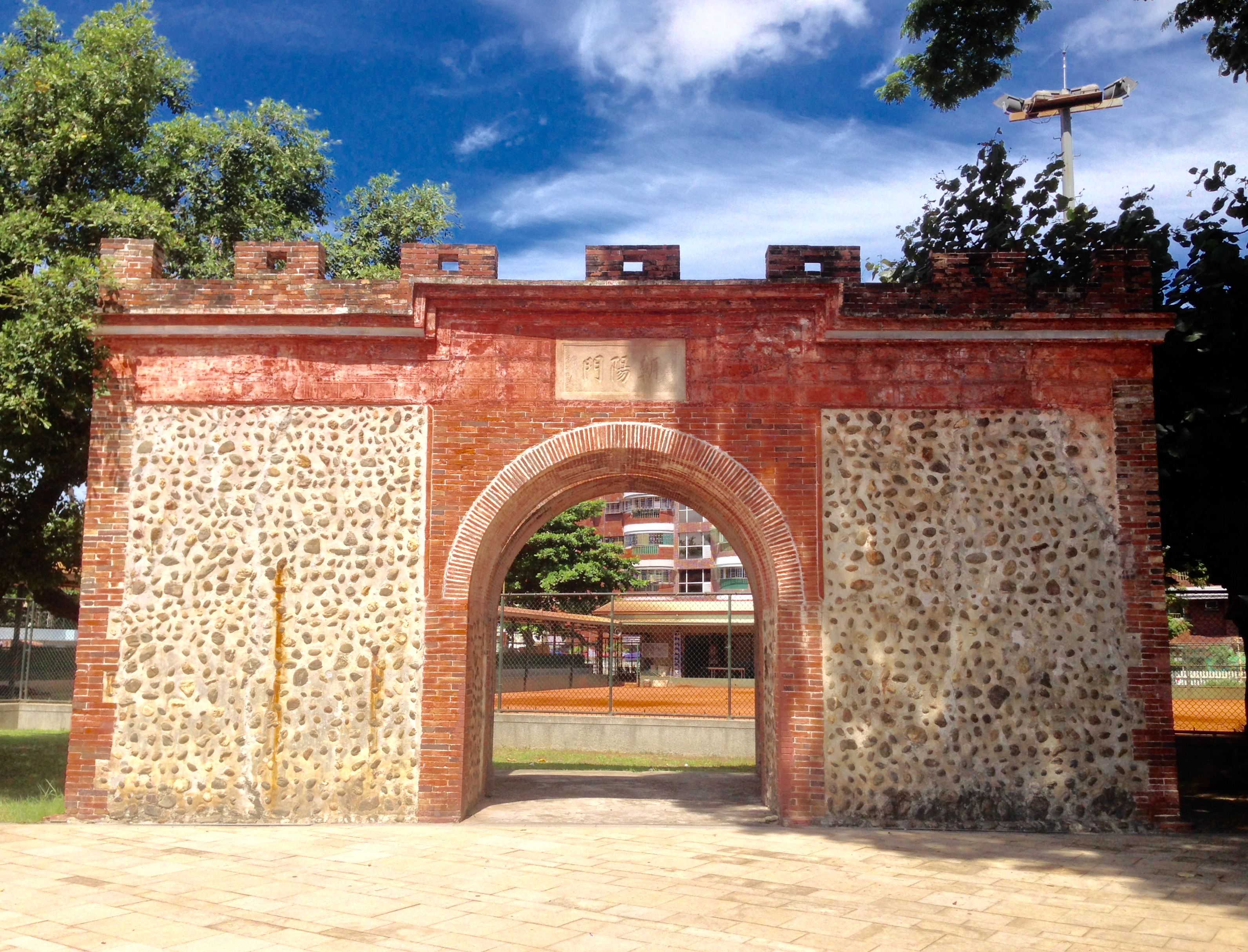
朝陽門

阿猴城門為公園現存最具有歷史價值性之古蹟建築，現存之東門「朝陽門」是由1836年所建立，為當時屏東地區從村落發展為粗具規模的市街時，官民私下建造以資守望的城壘。然而後則經歷歲月洗禮逐漸塌頹，日治初期因屏東都市改正計畫而拆除城牆後，朝陽門則成為當前阿緱城牆唯一的見證。

### 阿緱神社

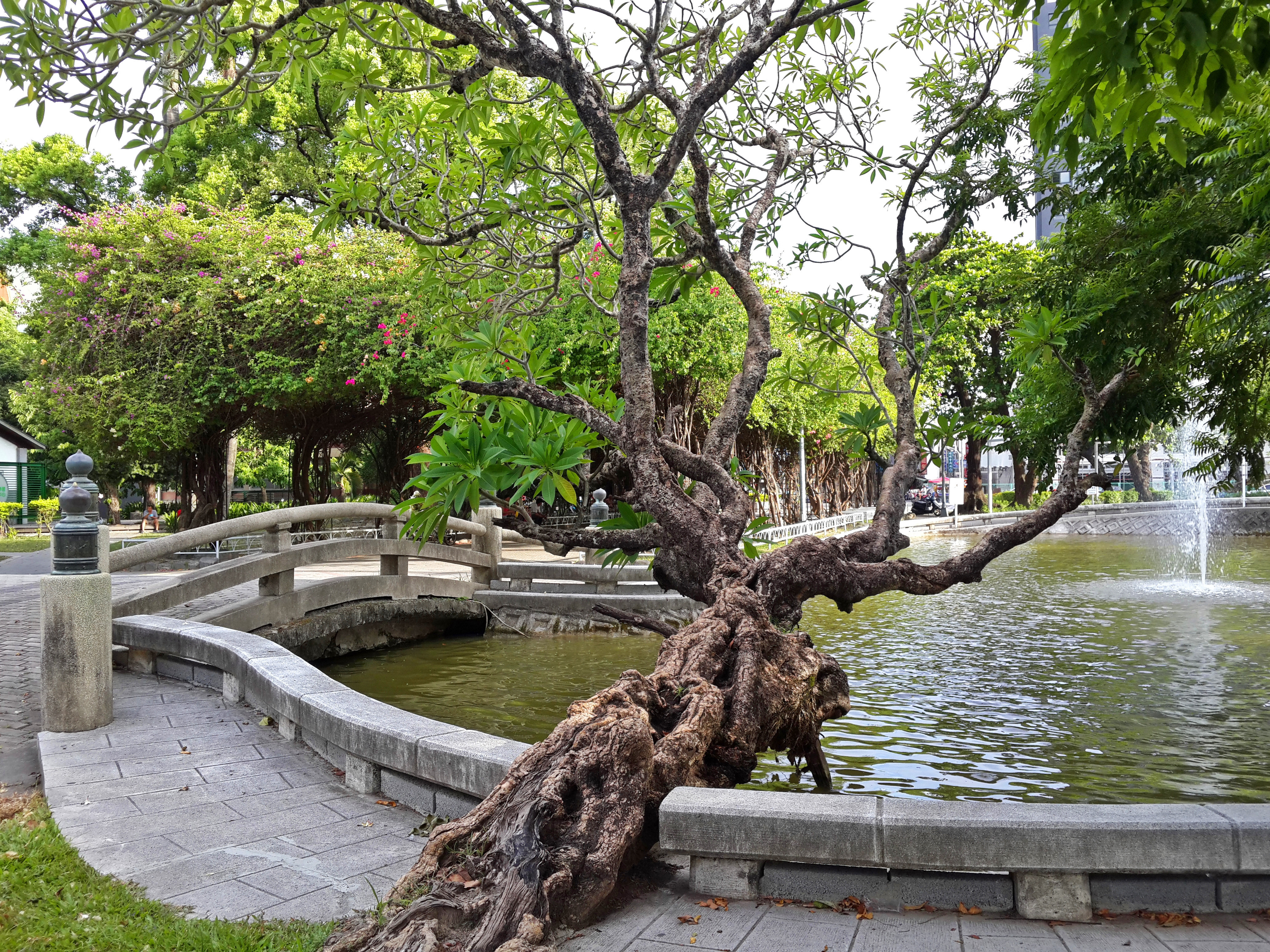
神橋遺蹟

阿緱神社位於屏東公園北側，是1919年完工，主祀北白川宮能久親王的神社，也是當時屏東地區最大的神社，1926年12月4日昇格為縣社。戰後，該神社先被改為忠烈祠，其後於1952年拆除而建立屏東縣立田徑場，當前僅留一座神橋遺蹟。為一鋼筋混凝土造拱形橋樑，表面材料為洗石子，並在2003年被登錄為屏東市歷史建築。

## 公園其他設施

### 防空洞與涼亭
防空洞與涼亭所在地為日治時期屏東末廣稻荷社的遺址，此神社於1911年設置，並在1924年2月遷建到屏東公園，主祀倉稻魂神、猿田彥命等日本神祇，為地方神所屬的小神社。
戰後，屏東末廣稻荷社的建築本體和相關設施遭到被拆除，原址改築為六角形涼亭，圓丘基座則更改為防空洞，共有有4個矩形空間以放射狀朝外伸展，並在2003年共同登錄為屏東市歷史建築。

### 纏碑
纏碑，原為屏東消防組長龍揖松藏於1943年3月31日所立之消防殉職碑，用以紀念屏東消防組救火隊的成立過程和因公殉職者，戰後石碑上的紀念碑文被政府以水泥覆蓋，再刻上「禮義廉恥」四大字。近年石碑被削去一半的水泥層，因而露出了底下最初的碑文。

### 二二八紀念碑

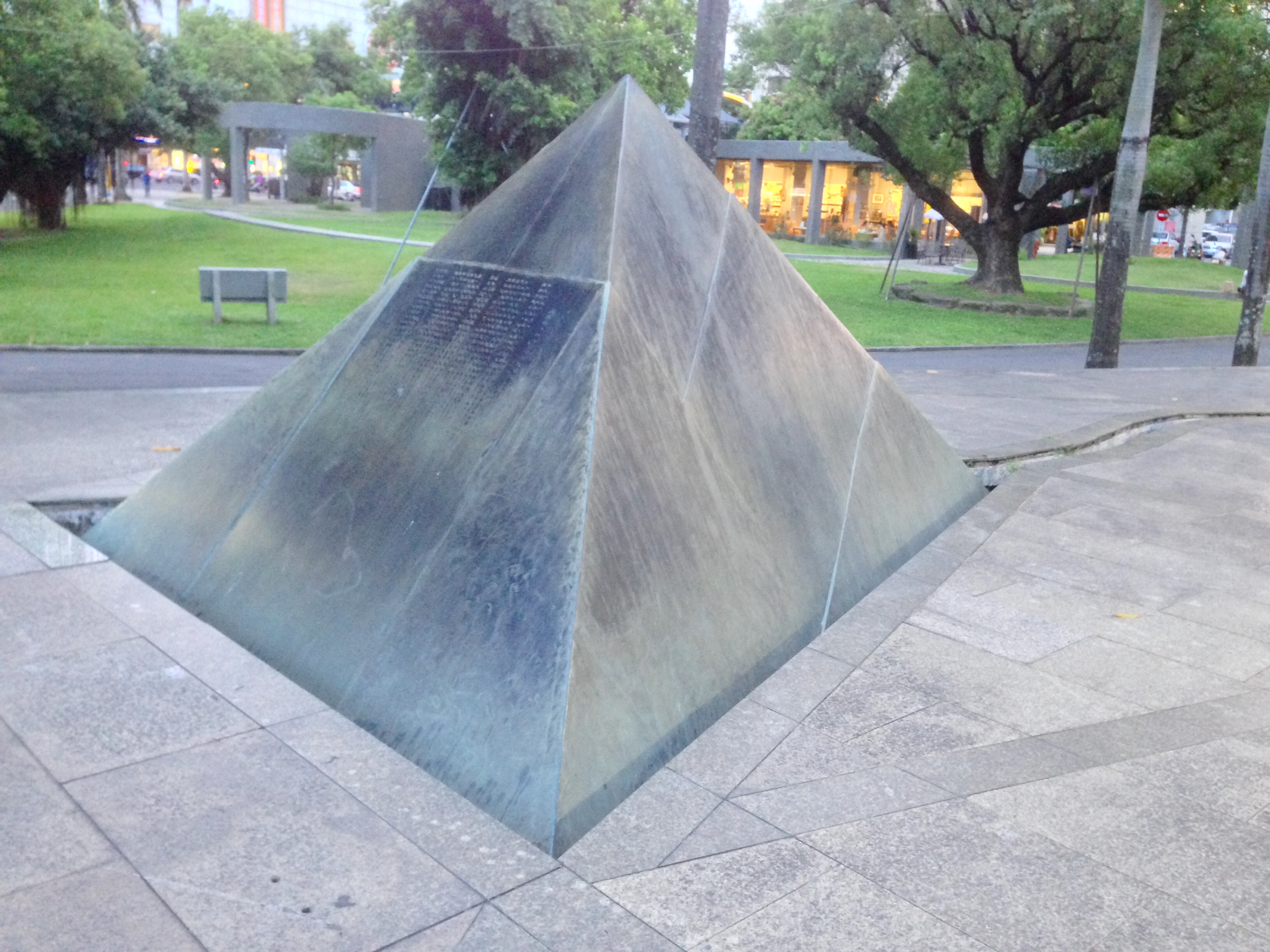
屏東市二二八紀念碑

屏東縣政府曾在1991年7月時編列四百萬元預算興建二二八紀念碑，以紀念1947年三四事變時於屏東市被公開槍決之人犯，並在隔年2月28日在公園舉辦落成完工儀式，同時此碑也為全國首座由官方斥資興建的二二八紀念碑。

### 省運紀念碑
省運紀念碑曾座落於運動廣場，因紀念1996年舉辦的第二十三屆中华民国全国运动会而落成，為園區內最高之紀念碑，共30公尺，後在2019年因龜裂嚴重，於2020年進行拆除工程。

## 圖片

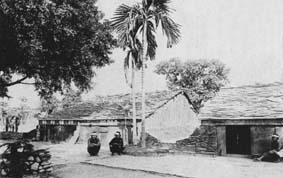
屏東公園內的石板屋
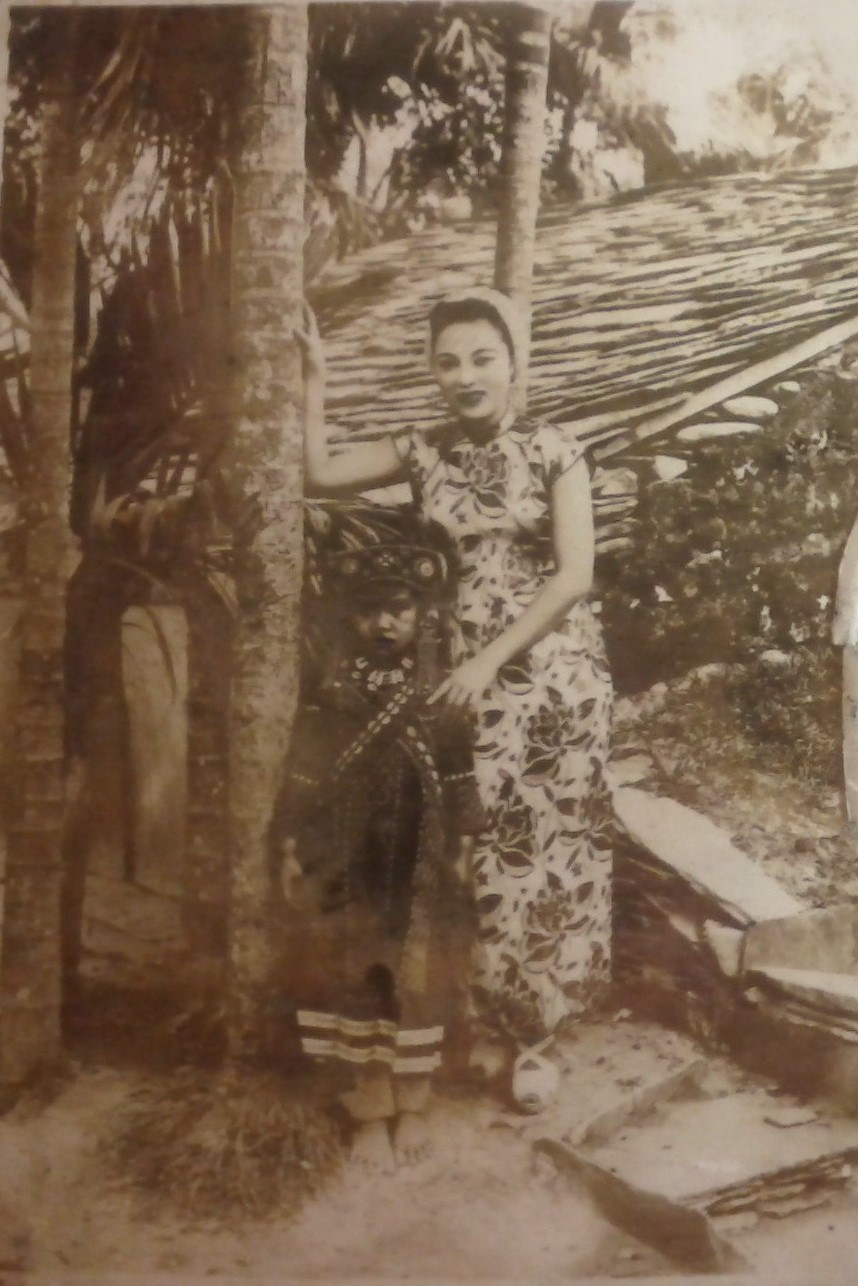
李香蘭於屏東公園內的石板屋前